# Gaston Boeckstaens
Gaston Marcel Boeckstaens  est un footballeur international belge, né le 25 septembre 1955 à Keerbergen (Belgique).
Il a été arrière latéral du Royal Antwerp FC dans les années 1980. Ayant terminé 3e du championnat en 1982, il a joué la Coupe de l'UEFA la saison suivante et a été éliminé en 8e de finale par le RC Lens. Le 31 mai 1983, il est appelé en sélection nationale, mais il est remplaçant et ne joue pas le match. En 1985, il rejoint le FC Malines où il reste deux ans. Il a joué en tout 267 matches de championnat et inscrit 7 buts en dix saisons.

## Palmarès
- Vice-champion de Belgique en 1987 avec le FC Malines